# Cabella Ligure
Cabella Ligure és un municipi situat al territori de la província d'Alessandria, a la regió del Piemont, (Itàlia).
Limita amb els municipis d'Albera Ligure, Carrega Ligure, Fabbrica Curone, Mongiardino Ligure, Ottone, Rocchetta Ligure i Zerba.
Pertanyen al municipi les frazioni de Capanne di Cosola, Casella, Centrassi, Cornareto, Cosola, Cremonte, Dova Inferiore, Dovanelli, Dova Superiore, Guazzolo, La Colonia, Malga di Costa Rivazza, Piancereto, Pobbio Inferiore, Pobbio Superiore, Piuzzo, Rosano, Selvagnassi, Serasso i Teo.

## Galeria

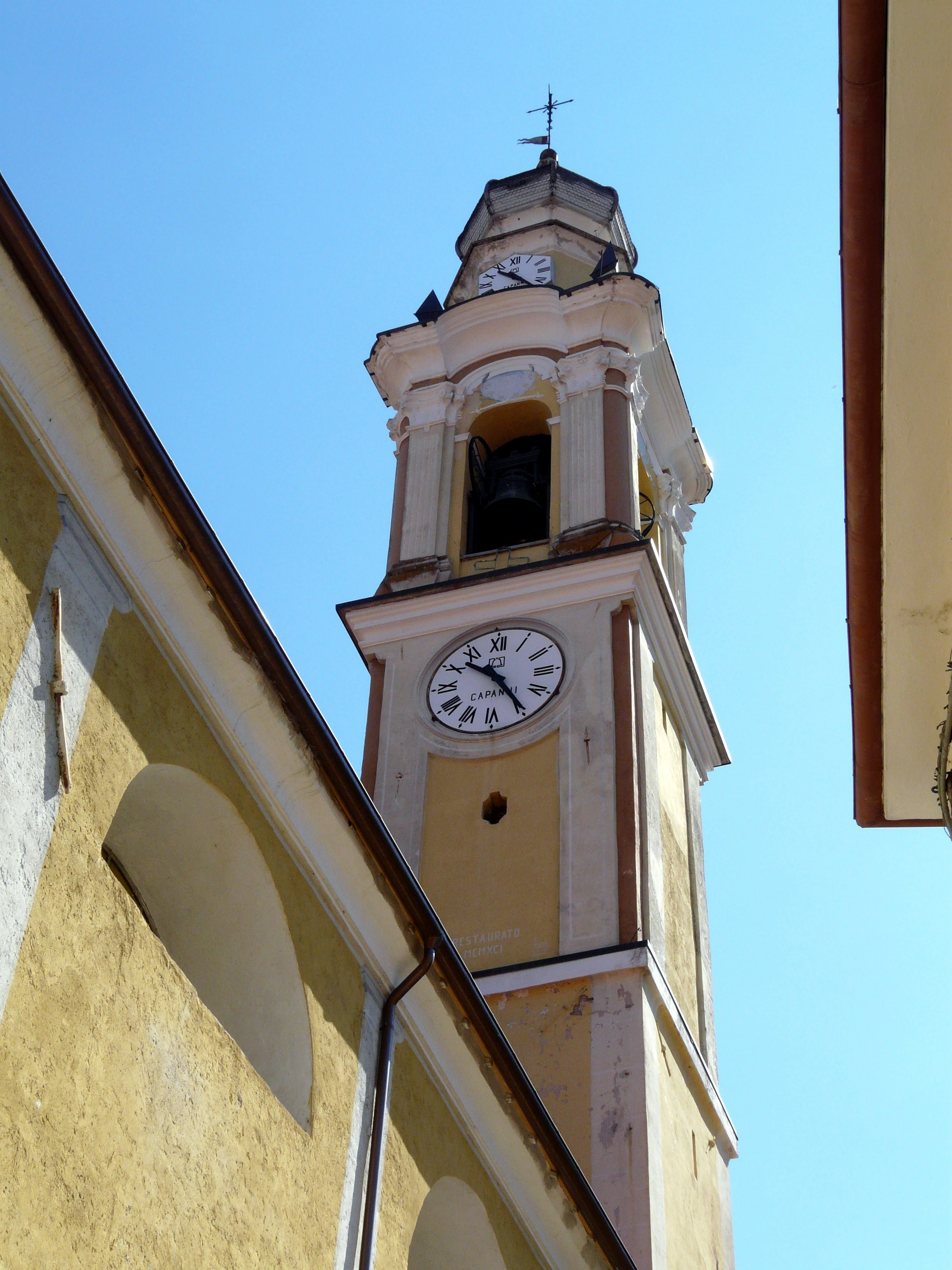
Església de S.Llorenç